# Cléry-Petit
Cléry-Petit – miejscowość i gmina we Francji, w regionie Grand Est, w departamencie Moza.
Według danych na rok 1990 gminę zamieszkiwało 190 osób, a gęstość zaludnienia wynosiła 41 osób/km² (wśród 2335 gmin Lotaryngii Cléry-Petit plasuje się na 855. miejscu pod względem liczby ludności, natomiast pod względem powierzchni na miejscu 1044.).